# Gene theft
In bioetica e diritto, il furto del gene o il furto del DNA è l'atto di acquisizione del materiale genetico di un altro essere umano, senza il suo permesso, spesso da un luogo pubblico. Il DNA può essere raccolto da una vasta gamma di oggetti di uso comune, quali scartati di sigarette, tazzine utilizzate e spazzole per capelli. Questo materiale genetico può essere utilizzato per scopi quali stabilire la paternità, dimostrando collegamenti genealogici o anche smascherare condizioni mediche private.

## Aspetti giuridici
La Gran Bretagna ha criminalizzato l'acquisizione del DNA senza consenso nel 2006 sotto l'influenza della Human Genetics Commission. La legislatura australiana si è dibattuta riguardo ad una condanna di due anni per tale furto nel 2008.
Negli Stati Uniti, otto Stati hanno attualmente divieti penali o civili di tale appropriazione non consensuale del materiale genetico. In Alaska, Florida, New Jersey, New York e Oregon, gli individui incriminati di furto di DNA hanno pagato sanzioni pecuniarie o pene detentive brevi. Processi giudiziari contro "ladri di geni" sono ammessi in Minnesota, del New Hampshire e Nuovo Messico. Nelle giurisdizioni in cui tale assunzione non consensuale del DNA è illegale, le eccezioni sono generalmente realizzate per le forze dell'ordine.

## Etica
Molti bioeticisti ritengono che tale comportamento sia una violazione della privacy e non sia nemmeno etico da un punto di vista umano. [7] il Professor Jacob Appel ha informato che i criminali possono acquisire la capacità di copiare il DNA di persone innocenti e depositarli su scene del crimine, mettendo in pericolo un innocente e minando uno strumento chiave delle indagini forensi. "[7] Tuttavia, altri difendono l'appropriazione di materiale genetico per il fatto che ciò potrebbe ulteriormente ampliare la conoscenza umana in modo produttivo [1] un caso particolarmente controverso che ha ricevuto l'attenzione diffusa dai media è stato quello di Derrell Teat, un coordinatrice delle acque reflue, che ha cercato di acquistare, senza il consenso il DNA di un uomo che sarebbe stato l'ultimo discendente maschio di fratello del suo bis-bis-bisnonno. [1] [8] un altro caso importante è stata una causa sulla paternità negli Stati Uniti che ha coinvolto produttore cinematografico Steve Bing e l'investitore miliardario Kirk Kerkorian. [9]